# Terremoto del Friuli del 1348

Il terremoto del 25 gennaio 1348 fu un evento sismico localizzato tra Slovenia e Friuli, avvertito in tutta Europa. Il sisma colpì verso le ore 23 e devastò il Friuli, il Bellunese, la Slovenia, la Carinzia e si estese anche al Veronese, al Vicentino ed alla Lombardia; fu distintamente avvertito anche fino a Pisa, in Germania ed in Dalmazia. L'evento fu riportato nelle cronache di numerose città e abbazie, per cui questo è uno dei terremoti medievali più accuratamente documentati.

## Eventi sismici
Il sisma colpì nello stesso anno della peste nera. Causò notevoli danni a chiese, case e castelli; molti villaggi furono distrutti e cattivi odori vennero emanati dalla terra. La maggior parte dei danni fu riportata in Italia (comprese città lontane come Napoli) e in Carinzia. A Venezia ci furono centinaia di vittime e la distruzione di numerosi edifici. In Carinzia a nord-est, la città di Villaco fu in gran parte distrutta da una frana. Seguirono forti scosse di assestamento fino al 5 marzo.
Secondo le cronache si ebbero tre scosse: la prima debole, la seconda più forte e la terza rovinosa, queste ultime due molto ravvicinate. La durata delle due scosse più forti fu valutata uguale al tempo di dire tre Pater e tre Ave.
A Villaco non rimase in piedi nemmeno una casa, crollarono molti edifici, tra cui tutti i conventi ed il Duomo e si lamentarono molte vittime. Nel contado più di sessanta tra castelli e ville furono completamente rasi al suolo. In Carnia ci furono più di mille vittime e danni ingenti: a Tolmezzo crollò il castello, a Gemona del Friuli più della metà delle abitazioni crollarono subito o furono successivamente demolite ed il campanile del Duomo fu lesionato seriamente, a Venzone ci furono danni ingenti ed il campanile del Duomo fu abbattuto. Ad Udine crollò il
castello, il palazzo patriarcale e vi furono gravi danni anche nel Duomo ed, inoltre, precipitarono quattro grandi capitelli dal campanile. A Flagogna crollò il castello, uccidendo la castellana con i familiari.
In Cadore, il terremoto causò una frana che distrusse completamente Lozzo, ricostruito più in basso rispetto alla posizione originale. Sopra il paese è ancora visibile la grande frattura rocciosa dalla caratteristica forma a ventaglio.
La ricostruzione dei centri terremotati, anche per la scarsità dei mezzi finanziari disponibili, dovuti anche alla grave emergenza seguita all'epidemia della peste nera, fu lentissima, tanto che ancora trent'anni dopo il sisma le rovine caratterizzavano il paesaggio della area colpita.

Testimonianze del terremoto e della peste furono scritte nella Cronaca di Giovanni da Parma.